# اجی آگروال
اجی آگروال (به انگلیسی: Ajay Agrawal) مدرس مدرسه عالی مدیریت راتمن (متعلق به دانشگاه تورنتو) است و در آن به تدرس کارآفرینی و نوآوری می‌پردازد و همچنین، استاد مدیریت راهبردی نیز به‌شمار می‌رود.
او در سال ۲۰۱۰، مؤسسه نکست کانادا را بنیانگذاری کرد که در حوزه هوش مصنوعی فعالیت می‌کند. اجی آگروال یکی از بنیانگذاران کنفرانس «یادگیری ماشینی و بازاری برای هوش» است که هر ساله در دانشگاه تورنتو برگزار می‌شود. او همچنین کتاب «ماشین‌های پیش‌بینی: اقتصاد هوش مصنوعی به زبان ساده» را نیز نگاشته‌است.